# Alexandre Astier
Alexandre Astier (Lione, 16 giugno 1974) è un compositore, attore, regista, umorista, sceneggiatore, montatore, scrittore francese.
È conosciuto come il creatore e l'interprete principale (nel ruolo di re Artù) nella serie televisiva Kaamelott trasmessa dal canale francese M6.

## Biografia
Alexandre Astier è nato a Lione, nel dipartimento del Rodano (nella regione dell'Alvernia-Rodano-Alpi), il 16 giugno del 1974, figlio dell'attore occitano Lionnel Astier (Léodagan in Kaamelott) e dell'attrice lionese di origini italiane Joëlle Sevilla (Séli in Kaamelott), oltreché fratellastro di Simon Astier (Yvain in Kaamelott), la cui madre è Josée Drevon (Ygerne in Kaamelott). 
Nel 1989 Alexandre Astier completa gli studi di musica al Conservatorio e all'’American School of Modern Music di Parigi, continuano nel frattempo il suo lavoro teatrale come autore e attore.

### Il debutto a teatro
Alexandre Astier si fa notare all'inizio della sua carriera dal pubblico della sua città grazie all'opera Le Jour du froment. Ha inoltre recitato in Nous crions grâce, scritta e messa in scena da Jacques Chambon (al quale ha affidato il ruolo di Mago Merlino in Kaamelott).

### Al Cinema
Nel 2001, è co-sceneggiatore, attore, e compositore dei cortometraggi Soyons sport e Un soupçon fondé sur quelque chose de gras. 
Nel 2002, realizza Dies iræ, un cortometraggio di 14 minuti all'origine della serie Kaamelott e per il quale vince il premio del pubblico al Festival Off-Courts del 2003.
Nel 2006 ha girato Comme t'y es belle !, nel 2007 ha recitato in Astérix et Obélix aux Jeux Olympiques ed in Home Sweet Home nel 2008.
All'inizio del 2009, interpreta il ruolo del padre di Lola (Christa Theret) nel film commedia LOL.
Nel settembre 2009, proprio quando termina la sceneggiatura del film che stava per realizzare, M. Karlsson, Alain Delon, a cui era affidato il ruolo principale, abbandona il progetto a due settimane dall'inizio delle riprese. Delon avrebbe chiesto ad Astier di rinunciare o alla regia, o all'interpretazione, ma quest'ultimo rifiutò. Dopo qualche anno di riflessione e di riscrittura della sceneggiatura, Astier trova finalmente la strada per la realizzazione del film David et Madame Hansen ed affida il ruolo principale ad Isabelle Adjani. 
Il film viene presentato al pubblico il 29 agosto 2012.
In ottobre 2010, annuncia che sarà sceneggiatore e co-realizzatore del lungometraggio di animazione Asterix e il Regno degli dei, realizzato in 3D.

### Kaamelott, la consacrazione
Alexandre Astier è diventato famoso per essere stato nello stesso tempo autore, regista ed attore della serie televisiva Kaamelott, una serie centrata sul mito dei cavalieri della Tavola Rotonda. Questa serie nel formato corto più classico (tre minuti e trenta per episodio — sette minuti a partire dal 2007 — fino agli episodi in formato americano di, 42 minuti, per la Libro VI), ha sostituito Caméra Café a partire dal mese di gennaio 2005 sul canale televisivo francese M6. Ha fatto interpretare molti membri della sua famiglia, suo padre Lionnel Astier, il suo fratellastro Simon Astier, sua madre Joëlle Sevilla e la sua matrigna Josée Drevon e nello stesso tempo degli attori di scena di Lyon con i quali aveva già lavorato o che aveva visto recitare.
Grazie alla sua formazione compone anche tutte le musiche presenti in Kaamelott.
A partire dal 2006, crea la sceneggiatura per la serie di fumetti Kaamelott, derivata direttamente dalla serie televisiva.

## Filmografia

### Regista

#### Cinema
- David et Madame Hansen (2012)
- Asterix e il Regno degli dei (Astérix: Le Domaine des dieux) - co-regia con Louis Clichy (2014)
- Asterix e il segreto della pozione magica (Astérix: Le Secret de la potion magique) - co-regia con Louis Clichy (2018)

#### Televisione
- Kaamelott – serie TV 469 episodi (2004-2009)

### Attore

#### Cinema
- Anaconda, regia di Benjamin Geffroy – cortometraggio (2005)
- Comme t'y es belle !, regia di Lisa Azuelos (2006)
- Recrue d'essence, regia di Colas Rifkiss e Mathias Rifkiss  – cortometraggio (2007)
- Astérix et Obélix aux Jeux Olympiques, regia di Frédéric Forestier e Thomas Langmann (2008)
- Coluche, l'histoire d'un mec, regia di Antoine de Caunes (2008)
- Home Sweet Home, regia di Didier Le Pêcheur (2008)
- LOL, regia di Lisa Azuelos (2009)
- Les Aventures de Philibert, capitaine puceau, regia di Sylvain Fusée (2011)
- David et Madame Hansen, regia di Alexandre Astier (2012)
- Pop Redemption, regia di Martin Le Gall (2013)
- Zygomatiques, regia di Stephen Cafiero – cortometraggio (2013)
- Asterix e il regno degli dei (Astérix : Le Domaine des Dieux 3D), regia di Alexandre Astier (2014)

#### Televisione
- Kaamelott – serie TV, 446 episodi (2004-2009)
- Hero Corp – serie TV, episodi 2x07-2x10 (2009)
- La Commanderie di Didier Le Pêcheur – miniserie TV, episodio 1x05 (2010)
- Bref. – serie TV, episodio 2x13 (2012)
- Le Golden Show – serie TV, 4 episodi (2012)
- Scènes de ménages – serie TV, un episodio (2013)

### Sceneggiatore

#### Cinema
- David et Madame Hansen, regia di Alexandre Astier (2012)
- Pop Redemption di Martin Le Gall (2013)
- Astérix : Le Domaine des Dieux 3D di Alexandre Astier (2014)

#### Televisione
- Le Jour du Froment, regia di Bernard Schmitt e Jean-Christophe Hembert – film TV (2002)
- Kaamelott – serie TV, 49 episodi (2006-2007)

### Compositore

#### Cinema
- Bloo, regia di Martin Arnaldo – cortometraggio (1996)
- Un soupçon fondé sur quelque chose de gras, regia di Alexandre Astier – cortometraggio (2001)
- David et Madame Hansen, regia di Alexandre Astier (2012)

#### Televisione
- Kaamelott – serie TV, 469 episodi (2004-2009)

## Teatro
- Poule Fiction (1997): Autore, attore, messa in scena.
- Nous crions grâce (1999) di Jacques Chambon: Attore.
- L'Étrange Assistant du docteur Lannion (2000): Autore, attore.
- Le Jour du froment (2002): Autore, attore.
- Que ma joie demeure ! (2012): Autore, attore.

## Fumetti
- Serie Kaamelott 2006 - 2012:
  - Tome 1: L'Armée du Nécromant 2006 - sceneggiatore.
  - Tome 2: Les Sièges de Transport 2007 - sceneggiatore.
  - Tome 3: L'Énigme du Coffre 2008 - sceneggiatore.
  - Tome 4: Perceval et le Dragon d'Airain 2009 - sceneggiatore.
  - Tome 5: Le Serpent Géant du Lac de l'Ombre 2010 - sceneggiatore.
  - Tome 6: Le Duel des Mages 2011 - sceneggiatore.
  - Tome 7: Contre Attaque en Carmélide 2012 - sceneggiatore.

## Riconoscimenti
- 2003: Premio del pubblico al Festival Off-Courts di Trouville per Dies iræ.
- 2003: Premio speciale della giuria a Meudon per Dies iræ.
- 2003: Menzione speciale della giuria al festival du film d’action et d’aventures di Valenciennes per Dies iræ.
- 2004: Premio del pubblico per cortometraggio francese al Festival Comédia / Juste pour rire di Montréal per Dies iræ.
- 2012: Prix du jeune théâtre Béatrix Dussane-André Roussin per Que ma joie demeure !.